# Roman Celentano
Roman Celentano, né le 14 septembre 2000 à Naperville, dans l'Illinois aux États-Unis, est un joueur américain de soccer. Il joue au poste de gardien de but au FC Cincinnati en MLS.

## Biographie
Natif de Naperville, dans l'Illinois, Roman Celentano commence à jour au soccer aux Sockers de Chicago,. Le 23 janvier 2019, il s'engage auprès des Hoosiers de l'université de l'Indiana à Bloomington. Il dispute 52 rencontres — dont 28 blanchissages — avec les Hoosiers.

### Parcours en club
Après sa troisième saison aux Hoosiers de l'Indiana, Roman Celentano signe un contrat Génération Adidas,. Le 11 janvier 2022, le FC Cincinnati sélectionne Roman Celentano lors du premier tour — deuxième choix au total — du repêchage universitaire de la Major League Soccer,. Il n'est que le troisième gardien repêché parmi les deux premiers choix — après Brad Guzan et Andre Blake.
Il fait sa première apparition en équipe première le 19 avril 2022, à l'occasion d'un match de l'U.S. Open Cup contre les Riverhounds de Pittsburgh. Titulaire, il garde sa cage inviolée et son équipe l'emporte (2-0). Puis, il joue son premier match en Major League Soccer le 24 avril, contre le Los Angeles FC. Il est titularisé et son équipe est battue (1-2),. Alors qu'il n'était pas destiné à beaucoup jouer lors de sa première année au club, les blessures de ses concurrents l'amènent à être propulsé titulaire dans les buts du FC Cincinnati,.
Le 1er septembre 2023, il prolonge son contrat, qui le lie désormais à son club jusqu'en 2027,,. Le 30 septembre suivant, il remporte le Supporters' Shield — récompensant la meilleure équipe de la phase régulière,.

### Parcours en sélection
Le 18 janvier 2023, Roman Celentano est appelé en sélection américaine pour la première fois par le sélectionneur — par intérim — Anthony Hudson pour participer à un camp d'entraînement avec deux matchs amicaux, face à la Serbie puis contre la Colombie,,. Il ne prend pas part à la première rencontre face à la Serbie,, puis n'entre pas en jeu lors du second match,,. Le 12 avril, il est de nouveau convoqué en sélection par Anthony Hudson pour participer à un match amical, contre le Mexique, — mais n'entre pas en jeu,.

## Statistiques

### Statistiques en club
| Saison                | Club                  | Championnat           | Championnat | Championnat | Coupe(s) nationale(s) | Coupe(s) nationale(s) | Compétition(s) continentale(s) | Compétition(s) continentale(s) | Compétition(s) continentale(s) | Séries | Séries | Total | Total |
| Saison                | Club                  | Division              | M.          | B.          | M.                    | B.                    | Comp.                          | M.                             | B.                             | M.     | B.     | M.    | B.    |
| 2020                  | FC Cincinnati         | MLS                   | 27          | 0           | 1                     | 0                     | -                              | -                              | -                              | 2      | 0      | 30    | 0     |
| 2023                  | FC Cincinnati         | MLS                   | 31          | 0           | 0                     | 0                     | LCup                           | 0                              | 0                              | -      | -      | 31    | 0     |
| Total sur la carrière | Total sur la carrière | Total sur la carrière | 58          | 0           | 1                     | 0                     | -                              | 0                              | 0                              | 2      | 0      | 61    | 0     |

## Palmarès
FC Cincinnati
- Vainqueur du Supporters' Shield en 2023.